# 13 км (платформа)
Платформа 13 км — зупинний пункт Запорізької дирекції Придніпровської залізниці.
Розташована на електрифікованій лінії Вільнянськ — Імені Анатолія Алімова між зупинним пунктом Платформа 17 км (4 км) та роз'їздом 11 км (2 км) у селі Матвіївка Вільнянського району Запорізької області.

## Пасажирське сполучення
На Платформі 13 км зупиняються приміські електропоїзди Синельниківського напрямку.